# Baudilio Díaz
Baudilio José Díaz Seijas, también conocido como el “El Cambao” y "Bo" (Cúa, Estado Miranda; 23 de marzo de 1953 - Caracas, 23 de noviembre de 1990), fue un jugador venezolano de béisbol profesional. Fue receptor de los Leones del Caracas en la Liga Venezolana de Béisbol Profesional y en varios equipos de las Grandes Ligas. Tuvo dos hijos varones, Bo y Joshua.
Debutó en la Liga venezolana en la temporada 1971-1972 con los Leones del Caracas y se mantuvo en ese equipo durante 15 temporadas hasta la 1986-1987, dejando récord de 57 jonrones, 290 carreras impulsadas, 79 dobletes, 520 hits, 265 carreras anotadas con un average de .281. El 12 de enero de 1980 rompió el récord de más jonrones en una temporada, que había sido impuesto en la 1972-1973 por Bob Darwin. Dicho récord fue roto el día 22 de diciembre de 2013 por Alex Cabrera de los Tiburones de La Guaira. Díaz participó también en la temporada 1990-1991 y por problemas con el mánager de los Leones Phil Regan decidió retirarse.
En las Grandes Ligas apareció el 6 de septiembre de 1977 con los Boston Red Sox, siendo el venezolano 27º en las mayores. En 1977 fue a Cleveland Indians pero solo jugó como sustituto de Ron Hassey, hasta que en 1981 reemplaza a este como receptor abridor titular. En 1982 es transferido a Philadelphia Phillies, donde logra su mejor temporada en la MLB, conectando 18 jonrones, 69 carreras anotadas, 85 remolcadas y 151 hits en 525 turnos con un average de .288. Fue a la Serie Mundial de 1983 con ese equipo bateando un promedio de .333, pero los Filis quedó subcampeón. El fin de su carrera en las Grandes Ligas llega con los Cincinnati Reds, conjunto al cual ingresa en 1986 como receptor y en el cual se mantuvo hasta el 9 de julio de 1989.
Díaz participó en el Juego de las Estrellas de Grandes Ligas en 1981 y en 1987, primero en el equipo de la Liga Americana y luego con la Liga Nacional.
La Confederación de Béisbol Profesional del Caribe aprobó exaltar al pabellón de la fama de la serie del Caribe a Baudilio José Díaz Seijas por medio de un documento oficial que fue publicado el 15 de enero durante el 2020. Integro que la fecha de la ceremonia corresponde al 6 de febrero de 2020, siendo el museo del deporte en Guaynabo (Puerto Rico) en consecuencia el templo deportivo para este celebérrimo evento.

## Fallecimiento
El día 23 de noviembre de 1990, Baudilio se encontraba en su domicilio instalando lo que sería la primera antena parabólica en su residencia, pero al tratar de hallar la causa de una falla que presentaba, su peso hizo que se desplomara sobre la humanidad del jugador, quien  fallecería instantáneamente debido a que aplastó su cabeza y tórax (ocasionando politraumatismos).
Eso ocurrió luego de haber sostenido una discusión con el mánager del Caracas para entonces, Phil Regan, por haberle pedido fungir de receptor para los lanzadores que se encontraban en el bullpen, lo que irritó a Baudilio, un careta de tanta historia que se consideró ofendido y se marchó a su casa, donde le esperaba la muerte.